# Lhotka (Praga)
Lhotka – część Pragi. W 2006 zamieszkiwało ją 342 mieszkańców.